# 渡辺隆正
渡辺 隆正（わたなべ たかまさ、1977年5月12日 - ）は、埼玉県生まれ、東京都出身の元サッカー選手、サッカー指導者。現役時代のポジションはミッドフィールダー。

## 来歴
埼玉県川口市立芝富士小学校、同市立芝園中学校を経て、埼玉県立浦和高等学校に進学し同校サッカー部に所属。1996年に卒業の後、1年間の浪人生活を経て1997年に筑波大学体育専門学類に入学。同大学蹴球部に所属し3、4年時に関東大学リーグ2連覇、2度のインカレ準優勝を経験した。
筑波大学を卒業後、2001年にJ1リーグの浦和レッズに入団。同期入団には山岸範宏、田中達也らがいた。11月24日の最終節・名古屋グランパスエイト戦でリーグ戦デビューした。しかし、2002年は出場機会が無く、シーズン終了後に退団し同年で現役を退いた。
現役引退後は指導者に転じ、普及を目的として2003年に創設された浦和レッズハートフルクラブのコーチとして小学生以下の子どもたちの指導に4年間にわたって携わった後、2007年から2009年にかけては浦和レッズジュニアユースレディースにて2年間コーチを務めて全日本U-15女子サッカー選手権の初優勝に貢献。2009年からは浦和レッズジュニアユースおよびユースのコーチを歴任して指導経験を積み、2011シーズン中にユース監督の堀孝史がトップチーム監督、同コーチの天野賢一がトップチームコーチに就任した際はユース監督を務めた。
2015年からは岡田武史がオーナーを務める四国サッカーリーグのFC今治に加わりU-15コーチ、トップチームコーチを歴任、2019年は今治モデルグループ長を務め6月からはU15監督も兼務した。
2020年より浦和レッズに復帰し、アカデミー全体を統括するアカデミーダイレクターに就任した。
2025年、ヴィッセル神戸のトップチームコーチに就任。

## 所属クラブ
- 川口市立芝富士小学校
- 川口市立芝西中学校
- 1993年 - 1995年 埼玉県立浦和高等学校
- 1997年 - 2001年 筑波大学
- 2001年 - 2002年 浦和レッドダイヤモンズ

## 個人成績
| 国内大会個人成績 | 国内大会個人成績 | 国内大会個人成績 | 国内大会個人成績 | 国内大会個人成績 | 国内大会個人成績 | 国内大会個人成績 | 国内大会個人成績 | 国内大会個人成績 | 国内大会個人成績 | 国内大会個人成績 | 国内大会個人成績 |
| 年度             | クラブ           | 背番号           | リーグ           | リーグ戦         | リーグ戦         | リーグ杯         | リーグ杯         | オープン杯       | オープン杯       | 期間通算         | 期間通算         |
| 年度             | クラブ           | 背番号           | リーグ           | 出場             | 得点             | 出場             | 得点             | 出場             | 得点             | 出場             | 得点             |
| 日本             | 日本             | 日本             | 日本             | リーグ戦         | リーグ戦         | リーグ杯         | リーグ杯         | 天皇杯           | 天皇杯           | 期間通算         | 期間通算         |
| ---------------- | ---------------- | ---------------- | ---------------- | ---------------- | ---------------- | ---------------- | ---------------- | ---------------- | ---------------- | ---------------- | ---------------- |
| 2001             | 浦和             | 26               | J1               | 1                | 0                | 0                | 0                |                  |                  |                  |                  |
| 2002             | 浦和             | 16               | J1               | 0                | 0                | 0                | 0                |                  |                  |                  |                  |
| 通算             | 日本             | 日本             | J1               | 1                | 0                | 0                | 0                |                  |                  |                  |                  |
| 総通算           | 総通算           | 総通算           | 総通算           | 1                | 0                | 0                | 0                |                  |                  |                  |                  |

## 指導歴
- 2003年 - 2015年 浦和レッドダイヤモンズ
  - 2003年 - 2007年 ハートフルクラブコーチ
  - 2007年 - 2009年 ジュニアユースレディース コーチ
  - 2009年 - 2011年 ジュニアユース コーチ
  - 2011年 - 2013年 ユース コーチ
  - 2013年 - 2015年 ジュニアユース コーチ
- 2015年 -  2020年 FC今治
  - 2015年 - 2017年 U-15 コーチ
  - 2018年 - 2019年 トップチーム コーチ
  - 2019年 - 2020年 今治モデルグループ長
- 2020年 -  2022年 浦和レッドダイヤモンズ アカデミーダイレクター
- 2023年 - 2024年 FC今治 コーチ
- 2025年 - ヴィッセル神戸 コーチ